# ГЕС Сантьяго-Харес
ГЕС Сантьяго-Харес (ісп. Santiago-Jares) – гідроелектростанція на північному заході Іспанії. Знаходячись після ГЕС Прада, становить нижній ступінь в каскаді на річці Ріо-Харес, яка впадає праворуч у Бібей (через Сіль належить до сточища найбільшої річки Галісії Мінью).
Для роботи станції річку перекрили гравітаційною греблею Санта-Еулалія заввишки 73 метрів та завдовжки 212 метрів, на спорудження якої пішло 72 тис м3 бетону. Вона утримує водосховище із площею поверхні 3,4 км2 та об'ємом 10 млн м3. Накопичена вода подається по дериваційному тунелю на північ в долину річки Сіль, де на відстані майже 5 км від сховища, після верхнього балансуючого резервуару, починається напірний водогін завдовжки 0,5 км до машинного залу.
Основне обладнання станції становлять два гідроагрегати потужністю по 25,6 МВт, які працюють при напорі 235 метрів. Варто відзначити, що вони розташовані на одному майданчику із машинним залом ГЕС Сантьяго-Сіль (14,4 МВт), забір води для якої відбувається із Сіль дещо вище по течії.
Зв'язок з енергосистемою відбувається по ЛЕП, що працює під напругою 220 кВ.